# Bayerischer Heimatschutz
Bayerischer Heimatschutz war die Kurzbezeichnung eines Vereins („Bayerischer Landesverein für Heimatschutz – Verein für Volkskunst und Volkskunde“) in München, der 1902 gegründet und 1945 aufgelöst wurde. Er wurde ab 1945 als Bayerischer Landesverein für Heimatpflege wiedergegründet. Er ist nicht zu verwechseln mit dem Wehrverband Bayerischer Heimatschutz unter der Leitung von Georg Escherich, der von 1928 bis 1933 bestand.

## Geschichte
Der Verein mit Sitz in München, Damenstiftstraße 5, später in der Ludwigstraße 14, wurde im Spätherbst 1902 als „Verein für Volkskunst und Volkskunde“ gegründet. 1904 wurde er in „Bayerischer Verein für Volkskunst und Volkskunde“ umbenannt, der als Monatschrift ab 1912 die Zeitschrift „Bayerischer Heimatschutz“ herausgab. Seit 1916 hieß der Verein „Bayerischer Landesverein für Heimatschutz – Verein für Volkskunst und Volkskunde“.
Die Mitgliederversammlung fand am Anfang jedes Jahres im Kartensaal des Hofbräuhauses statt. Das Urteil der Kunsthistoriker Philipp Maria Halm, Hans Karlinger und des Kunstsammlers Ernst Ebenböck im Museumsausschuss hatte Gewicht bei staatlichen Ankäufen. Der Architekt und Baubeamte Carl Hocheder wirkte im Ausschuss „für heimische Bauweise und für Baulinien.“ Eine Bauberatungsstelle unter der Leitung von Regierungsbaumeister Richard Rattinger hatte Einfluss auf amtliche Baugenehmigungen. Es gingen beträchtliche Spenden und letztwillige Verfügungen ein. Der Ausschuss für Denkmalpflege trat ein für christliche Kunst, Friedhof- und Grabmalkunst. Aktive versammelten sich zweimal monatlich im Hofbräuhaus. Im Künstlerhaus am Lenbachplatz wurden Lichtbildervorträge zur bayerischen Kunstgeschichte, Krippenspiele und gesellige Herrenabende abgehalten.
"Der Heimatschutz will als treuer Freund und Helfer den guten Geist der Heimat, wie er seit Anbeginn aufbauend zu Werken von Natur und Menschenhand in ihr gewaltet, seine ungestörte organische Entwicklung gesichert wissen, er will ihn vor fremden Schädlingen, vor der Unzucht des Geschmacks und des Gefühls bewahren."
Mitglieder waren die Architekten Hermann Buchert, Theodor Fischer, Julius Maria Göschel, Hans Grässel und August von Thiersch. Prälat Michael Hartig vertrat die kirchliche Kunstpflege. Als Ehrenpräsident fungierte seit 1927 der Regierungspräsident von Oberbayern und Präsident des Bayerischen Verwaltungsgerichtshofes Gustav von Kahr.
Der Verein befasste sich bei der Begehung von Stromtrassen um den Landschaftsschutz. Er vertrat den Naturschutz beim Bau der Eisenbahnstrecke von Gasseldorf nach Behringersmühle und der Lastenstraße durch den Englischen Garten. Er unterhielt gute Beziehungen zum Isartalverein und zum Münchner Bund. Ein wichtiges Anliegen war ihm die Rettung des Wiesenttales. Er bemühte sich um die Restaurierung von Schloss Schwindegg sowie die Instandsetzung von Schloss Neuburg am Inn. Der „Heimatschutz“ unterstützt auch die staatliche Filmzensur. „Auch ist unser Verein im Arbeitsausschuss der bei der königlichen Polizeidirektion hier neu gegründeten Film- und Lichtbildstelle durch Mitarbeit seines Geschäftsleiters vertreten.“
Im Zuge der Gleichschaltung der Vereine im Nationalsozialismus wurde der Verein 1938 in „Bayerischer Heimatbund – Landesstelle für Volkskunde“ umbenannt. Der Verein wurde bei Kriegsende 1945 aufgelöst. Er wurde Ende 1945 als Bayerischer Landesverein für Heimatpflege wiedergegründet.